# Russula fuscorubroides
Russula fuscorubroides är en svampart som beskrevs av Bon 1976. Russula fuscorubroides ingår i släktet kremlor och familjen kremlor och riskor.   Inga underarter finns listade i Catalogue of Life.

## Källor

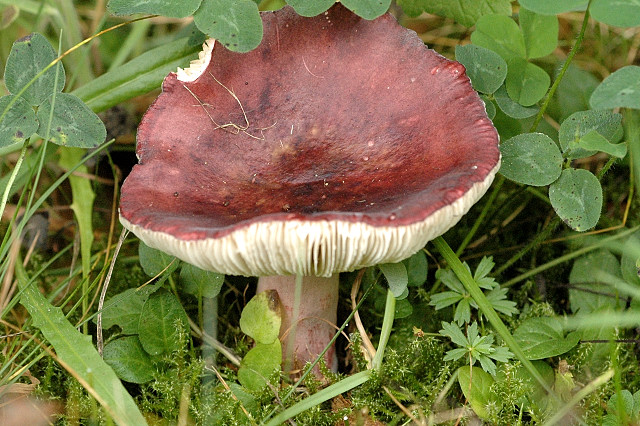
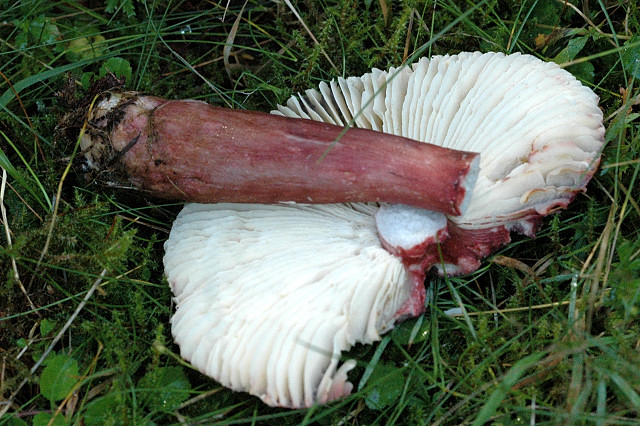